# 135 av. J.-C.
Cette page concerne l'année 135 av. J.-C. du calendrier julien proleptique.

## Événements
- 17 août 136 av. J.-C. (1er janvier 619 du calendrier romain) : début à Rome du consulat de Quintus Calpurnius Piso et Servius Fulvius Flaccus[1].
  - Recensement (136/135 av. J.-C.) : Rome compte 317 933 citoyens[2].

- Raid des Scordisques sur la Grèce. Ils sont vaincus par le préteur M. Asconius[1].
- Publius Popillius Laenas est préteur en Sicile. Il est mis en échec par la révolte des esclaves[3].
- Annexion du royaume de Minyue (en) (Zhejiang et Fujian) par la Chine des Han (135-111 av. J.-C.)[4].
- Campagne des Han contre le royaume de Dian, dans le Yunnan, au sud-ouest de la Chine. Ils établissent la préfecture de Jian-wei, dans le sud du Sichuan et ouvrent des routes commerciales[4].

## Naissances
- Posidonios (date approximative).
- Lucius Julius Caesar III.
- Atanas N I.

## Décès
- Ménandre Ier (date approximative).